# El tambor de granaderos
El tambor de granaderos es una zarzuela en un acto y tres cuadros, con música de Ruperto Chapí y libreto de Emilio Sánchez Pastor. Fue estrenada en el Teatro Eslava de Madrid el 16 de noviembre de 1894. La obra resultó un gran éxito, tanto que el periodista Francisco Fernández Villegas, conocido bajo el pseudónimo de Zeda, publicó:

[...] quien, sin asistir a la representación de El tambor de granaderos, hubiese oído anoche los aplausos, vítores y aclamaciones con que el pueblo soberano celebraba la obreja estrenada en el Eslava, hubiera creído, de seguro que había resucitado Calderón o que Wagner y Shakespeare, por milagroso acaso, se habían juntado para crear entre ambos la epopeya dramática más asombrosa de cuantas se han producido en el transcurso de los siglos.
Zeda.

## Sinopsis
Esta zarzuela recrea un día antes de la huida de España del rey José Bonaparte y la historia de amor entre Gaspar, condenado a muerte por ser fiel a los Borbones, y Luz, su amada, huérfana a cargo de un tutor que quiere apoderarse de su fortuna por lo cual la quiere meter a monja.

## Personajes y reparto original
- Gaspar (Isabel Brú)
- Luz (Sra. García de Pinedo)
- Roque (Bonifacio Pinedo)
- El Coronel (Daniel Banquells)
- Don Pedro (Valentín García)
- Quintana (Vicente Carrión).